# Olympische Sommerspiele 2008/Wasserspringen – Turmspringen Synchron (Männer)
Das Synchronspringen vom 10-m-Turm der Männer bei den Olympischen Spielen 2008 in Peking wurde am 11. August 2008 im Nationalen Schwimmzentrum ausgetragen. 16 Athleten (acht Paare) nahmen daran teil. Der Wettbewerb wurde in einem Durchgang mit jeweils sechs Sprüngen durchgeführt.

## Titelträger
| Olympiasieger | China Tian Liang/Yang Jinghui             | 383,88 Punkte | Athen 2004     |
| Weltmeister   | China Huo Liang/Lin Yue                   | 489,48 Punkte | Melbourne 2007 |
| Europameister | Deutschland Patrick Hausding/Sascha Klein | 453,24 Punkte | Eindhoven 2008 |

## Finale
11. August 2016, 14:30 Uhr (UTC+8)
| Rang | Team                           | Nation             | Sprünge | Sprünge | Sprünge | Sprünge | Sprünge | Sprünge | Punkte |
| Rang | Team                           | Nation             | 1.      | 2.      | 3.      | 4.      | 5.      | 6.      | Punkte |
| ---- | ------------------------------ | ------------------ | ------- | ------- | ------- | ------- | ------- | ------- | ------ |
| 1    | Lin Yue/Huo Liang              | China              | 57,00   | 59,40   | 89,76   | 86,40   | 86,70   | 88,92   | 468,18 |
| 2    | Patrick Hausding/Sascha Klein  | Deutschland        | 52,80   | 54,00   | 86,70   | 71,28   | 88,74   | 96,90   | 450,42 |
| 3    | Gleb Galperin/Dmitri Dobroskok | Russland           | 53,40   | 56,40   | 86,70   | 88,32   | 70,38   | 90,06   | 445,26 |
| 4    | Mathew Helm/Robert Newbery     | Australien         | 52,80   | 53,40   | 84,66   | 72,00   | 89,64   | 92,34   | 444,84 |
| 5    | David Boudia/Thomas Finchum    | Vereinigte Staaten | 51,60   | 54,60   | 80,58   | 82,62   | 77,76   | 93,48   | 440,64 |
| 6    | Víctor Ortega/Juan Urán        | Kolumbien          | 46,80   | 52,80   | 82,62   | 79,68   | 81,18   | 80,58   | 423,66 |
| 7    | José Guerra/Erick Fornaris     | Kuba               | 49,80   | 48,00   | 79,56   | 71,04   | 75,48   | 85,50   | 409,38 |
| 8    | Blake Aldridge/Tom Daley       | Großbritannien     | 52,80   | 50,40   | 72,96   | 75,24   | 77,52   | 79,56   | 408,48 |